# 泰尔奇城堡

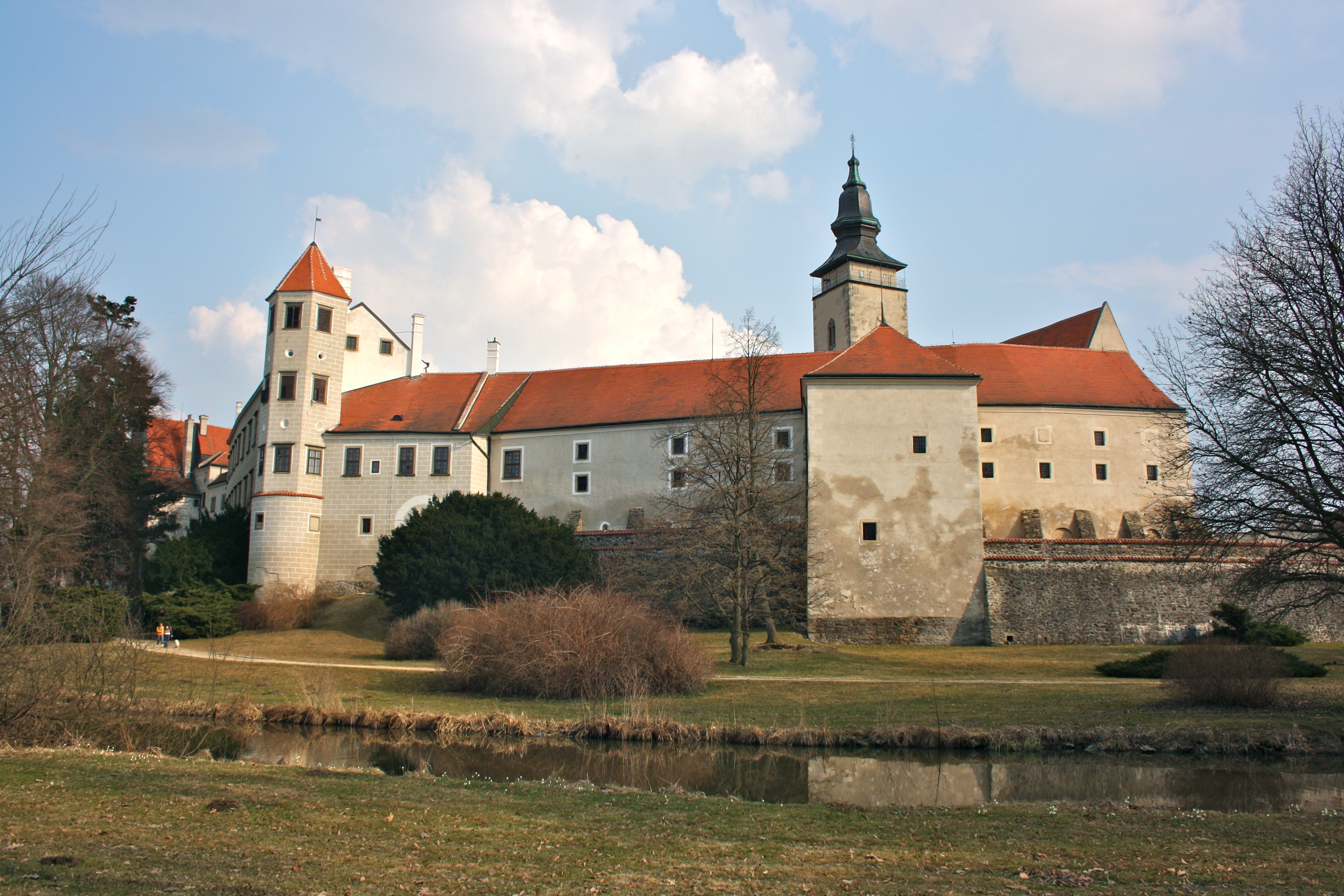

泰尔奇城堡（Schloss Telč）位于捷克共和国摩拉维亚城市泰尔奇。 

## 历史
1315年，波希米亚国王卢森堡的约翰将泰尔奇城堡出售给贵族瓦滕贝格。后来，她经过贝尔高的领主再次归属国王，1339年归属南波希米亚贵族赫拉德茨。1387年大火后，他们将城堡作为行政中心。不久之后，他们建立护城河环绕的城堡，一直保存至今。赫拉德茨的撒迦利亚统治期间，1550年以后，城堡重建，为文艺复兴风格，有两个拱廊庭院。由于撒迦利亚去世后没有男性继承人，城堡在1589年归属他的侄子赫拉德茨的亚当二世，1596年又由赫拉德茨的约阿希姆乌尔里希继承。他是最后一任赫拉德茨领主的男性后裔，死于1604年，由他的妹妹露西继承，1602年嫁给威廉·斯拉瓦塔，于是城堡归属斯拉瓦塔家族。1712年，城堡归属弗兰兹安东冯列支敦士登- Kastelkorn，他的后裔一直以贵族身份住在泰尔奇城堡，直到1945年。 
这座城堡有一个宝库，一个军火库，以及金色大厅和蓝色大厅，其中有豪华的设施。

## 花园
在到达走廊之前，绵延着一个装饰性的花园。毗邻公园是一个古典主义风格的温室。